# 野比伸助
野比大助（日语：野比のび助，但在大山版動畫中，出現「野比野比助」之漢字，1月24日—），又稱野比伸助、史莫，也曾出現過「野比伸三」的名字（舊臺譯葉野比），是藤子·F·不二雄的漫画和动画作品《哆啦A夢》中主角大雄的爸爸。

## 人物
36歲，為野比大雄父親，朝九晚五的典型上班族，雙親中他較寵大雄，不過和大雄曾有過吵架的經歷，結果導致後者離家出走。
童年常被別人欺負，但經大雄爺爺鍛鍊後，身體變得很強壯。
他畫得一手好畫，得過畫賞，年輕時曾經有和某富商之女結婚就有能被捧為名畫家的機會，不過因為堅持「人生的路是要由自己闖出」而放棄成婚，因而碰見現時的妻子（即大雄媽媽玉子）。
有抽煙的不良嗜好，多次戒煙不果。閒時愛去釣魚（不過技術不佳）、打高爾夫球（打得也不算好）和打麻將，汽車駕照也老是考不上。
因他本身十分容易招風雨（度數為-8.5，另外大雄為-2，多啦A夢為+2，小夫為-7，靜香為+9，胖虎為+10），因打高爾夫球時經常都下雨，而被同事稱為「雨神野比」。
早期的故事中，幼年的大助曾因二次大戰，要跟別的孩子和老師疏散到鄉下避難，由朝到晚都要耕作勞動，嚴苛的生活一度令大助打算投河自盡，幸好因為一位「白百合般的長髮少女」出現在河邊，並送給他一塊巧克力讓他重新振作，因此大助對巧克力有著一種特別的感情；不過，那位少女其實是乘時光機回到當時的大雄陰錯陽差下假扮而成的。（短篇動漫《好像白百合的少女》）